# Chilkasa difformis
Chilkasa difformis là một loài bướm đêm trong họ Noctuidae.